# マルチレベルモデル
マルチレベルモデル（Multilevel model; MLM）は、階層線形モデル（Hierarchial linear model; HLM）、線形混合効果モデル、混合モデル、ネステッドデータモデル、ランダム係数、ランダム効果モデル、ランダムパラメータモデル、分割プロットデザインとも呼ばれ、複数のレベルで変化するパラメータの統計モデルである。個々の生徒の成績と、生徒が属する学級の成績からなる生徒の成績のモデルが、一例として挙げられる。線形モデル（特に線形回帰）の一般化と見なすことができるが、非線形モデルにも拡張できる。これらのモデルは、十分な計算能力とソフトウェアが利用できるようになってから、より一般的になった。
マルチレベルモデルは、参加者のデータが複数のレベルで編成されている研究デザイン（ネステッド・データ）に特に適している。分析の単位は通常、個人（下位レベル）であり、文脈的・集合的単位（上位レベル）の中で入れ子になっている。マルチレベルモデルの最低レベルは通常、個人だが、個人の反復測定を調べることもできる。このように、マルチレベルモデルは、反復測定値の単変量または多変量分析の代替となるタイプの分析を提供する。成長曲線の個人差を調べることができる。さらに、マルチレベルモデルは、従属変数のスコアを共変量（例：個人差）で調整してから治療の差を検定する ANCOVA の代替としても使用できる。マルチレベルモデルは、共分散分析で必要とされる回帰係数の均一性を仮定せずに、これらの実験を分析できる。
マルチレベルモデルは、多くのレベルを持つデータにも適用できるが、この記事の残りの部分では、最も一般的な 2レベルモデルのみを扱う。従属変数は、最も低いレベルでの解析で検討する必要がある。

## レベル 1 の回帰方程式
レベル 1 の独立変数が 1 つある場合、レベル 1 のモデルは次のようになる。
{\displaystyle Y_{ij}=\beta _{0j}+\beta _{1j}X_{ij}+e_{ij}}
- {\displaystyle Y_{ij}} – レベル 1 における、従属変数の個々の観測値ののスコア（i は個々のケース、j はグループ）
- {\displaystyle X_{ij}} – レベル 1 の予測因子
- {\displaystyle \beta _{0j}} – グループ j（レベル2）における、従属変数の切片
- {\displaystyle \beta _{1j}} – グループ j（レベル 2）における、従属変数 {\displaystyle Y_{ij}}  とレベル 1 の予測因子 {\displaystyle X_{ij}} との間の傾き
- {\displaystyle e_{ij}} – レベル 1 の方程式の予測のランダムエラー（{\displaystyle r_{ij}} とする場合もある)

レベル1では、グループ内の切片と傾きについて、変化しない（現実にはまれ）、非無作為に変化する（レベル 2 の独立変数から予測可能）、無作為に変化する（独自の全体的な分布を持つ）のいずれかを仮定する。
レベル 1 の独立変数が複数ある場合、ベクトルや行列を式に代入することでモデルを拡張することができる。
応答 {\displaystyle Y_{ij}} と予測子 {\displaystyle X_{ij}} との関係が非線形の場合、非線形関数で関係性を表現することで、モデルを非線形混合効果モデルに拡張することができる。例えば、応答 {\displaystyle Y_{ij}} が {\displaystyle i} 番目の国の累積感染軌跡、{\displaystyle X_{ij}} が {\displaystyle j} 番目の時点を表すとき、各国の順序つきペア {\displaystyle (X_{ij},Y_{ij})} はロジスティック関数に似た形をしているかもしれない 。

## レベル 2 の回帰方程式
従属変数は、レベル 2 のグループにおける、レベル 1 の独立変数の切片と傾きである。
{\displaystyle {\begin{aligned}\beta _{0j}&=\gamma _{00}+\gamma _{01}W_{j}+u_{0j}\\\beta _{1j}&=\gamma _{10}+u_{1j}\end{aligned}}}
- {\displaystyle \gamma _{00}} – 全体の切片（すべての予測子が 0 に等しいときの、すべてのグループにわたる従属変数のスコアの平均）
- {\displaystyle W_{j}} – レベル 2 の予測因子
- {\displaystyle \gamma _{01}} – 従属変数 {\displaystyle \beta _{1j}} とレベル 2 の予測因子 {\displaystyle W_{j}} との間の全体的な回帰係数（傾き）
- {\displaystyle u_{0j}} – グループの切片と全体の切片との差のランダム誤差
- {\displaystyle \gamma _{10}} – 従属変数 {\displaystyle \beta _{1j}} とレベル 1 の予測因子 {\displaystyle X_{ij}} との間の全体的な回帰係数（傾き）
- {\displaystyle u_{1j}} – 傾きの誤差成分[2]（全体の傾きとグループの傾きとの差）

## モデルの種類
マルチレベルモデル分析を実施する前に、研究者はいくつかの側面を決定しなければならない。例えば、分析にどの予測子を含める可。次に、研究者は、パラメータ（すなわち、推定される要素）を固定するかランダムかを決定する必要がある 。固定パラメータはすべてのグループにわたり値が一定だが、ランダムパラメータはグループ毎に値が異なる。さらに、研究者は、最尤推定か制限付き最尤推定か、どちらのタイプを採用するかを決定しなければならない。

### ランダム切片モデル
ランダム切片モデルは、切片の変化を許容するモデルで、グループ間で切片が異なる 。このモデルは、グループ間で傾きが一定であることを前提としている。さらに、このモデルは、クラス内相関に関する情報を提供する。これは、マルチレベルモデルがそもそも必要かどうかを判断するのに役立つ。

### ランダム傾きモデル
ランダム傾きモデルは、傾きの変化を許容するモデルであり、グループ間で傾きが異なるこのモデルは、グループ間で切片が一定であることを前提としている。

### ランダム切片・傾きモデル
ランダム切片とランダム傾きの両方を含むモデルは、最も複雑ながら最も現実的なモデルである。このモデルでは、切片と傾きの両方がグループ間で変化することを許容している。

### マルチレベルモデルの開発
マルチレベルモデル分析を行うには、固定された係数（切片と傾き）から始める。一度に 1 つの側面だけを変更し、前のモデルと比較する。研究者がモデルを評価する際には、3 つの点をチェックする。第一に、それは良いモデルなのか？第二に、より複雑なモデルの方がよいのか？第三に、個々の予測因子はモデルにどのような貢献をしているか？
モデルを評価するためには、さまざまなモデル適合統計量を調べることになる。そのような統計量の1つが、モデル間の差異を評価するカイ2乗尤度比検定である。尤度比検定は、一般なモデル構築、モデル中の効果を変化させたときに何が起きるかの検討、ダミーコードのカテゴリ変数を単一の効果とする検定、などに用いられる。ただし、この検定は、モデルが入れ子になっている（より複雑なモデルが、より単純なモデルのすべての効果を含む）場合にのみ使用できる。入れ子になっていないモデルを検定する場合、赤池情報量基準（AIC）またはベイズ情報量基準（BIC）を用いてモデル間の比較を行うことができる 。

## 仮定
マルチレベルモデルでは、他の主要な一般線形モデル（ANOVA 、回帰など）と同じ仮定を置くが、設計の階層的性質（ネストされたデータ）に合わせて一部が変更されている。
線形性
線形性（線型性、加法性と斉次性からなる）の仮定は、変数間の関係性が直線的である、と表現される場合もある。非線形関係に拡張することも可能であり、レベル 1 の回帰方程式の平均部分を非線形パラメトリック関数に置き換えた場合、非線形混合効果モデルと呼ばれる。
正規性
正規性の仮定は、モデルの各レベルにおける誤差項が正規分布しているというものだ。ただし、ほとんどの統計ソフトウェアでは、ポアソン分布、二項分布、ロジスティック分布など、異なる分布を指定することもできる。マルチレベルモデリングの手法は、すべての形態の一般化線形モデルに使用できる。
等分散性
等分散性（分散の均一性）の仮定は、母分散が等しいことを前提としている。しかし、異なる分散相関行列を指定したり、分散の不均一性自体をモデル化することもできる。
観察の独立性
独立性は、一般線形モデルの仮定で、ケースは母集団からの無作為なサンプルであり、従属変数のスコアは互いに独立しているというものだ。マルチレベルモデルの主な目的の1つは、独立性の仮定が破られた場合に対処することである。マルチレベルモデルは、レベル 1 とレベル 2 の残差が相関しないこと、最高レベルの誤差（残差で測定）が相関していないことを仮定している。

## 統計的検定
マルチレベルモデルで採用される統計的検定の種類は、固定効果と分散成分のどちらを調べているかによって異なる。固定効果を検討するとき、検定は固定効果の標準誤差と比較され、 Z検定になる 。t検定も計算できる。 t検定を計算するときは、予測因子のレベル（レベル 1 の予測因子なのかレベル 2 の予測因子なのか）に依存する自由度を覚えておくことが重要である。レベル1の予測因子では、自由度はレベル 1の予測因子の数、グループの数、個々の観測値の数に基づいています。レベル 2 の予測因子の場合、自由度はレベル 2 の予測因子の数とグループの数に基づく。

## 統計的検出力
マルチレベルモデルの統計的検出力は、検討するのがレベル 1 の効果なのかレベル 2 の効果なのかによって異なる。レベル 1 の効果の検出力は個々の観測の数に依存し、レベル 2 の効果の検出力はグループの数に依存する。マルチレベルモデルを用いた研究では、十分な検出力を確保するためには大きなサンプルサイズが必要となる。しかし、グループ内の個々の観測値の数は、研究におけるグループの数ほどは重要ではない。クロスレベルの相互作用を検出するためには、グループサイズが小さすぎないことを考慮して、少なくとも 20 のグループが必要であると推奨されている。検出力が効果量とクラス内相関の関数として変化すること、固定効果とランダム効果で異なること、グループの数と個々の観測の数によって変化することなどから、マルチレベルモデルにおける統計的検出力の問題は複雑である。

## 応用

### レベル
レベルの概念は、このアプローチの要である。教育研究の例では、2レベルモデルのレベルは次のようになる。
1. 児童
2. 学級

複数の学校と複数の学区を研究している場合、4レベルモデルは次のようになる。
1. 児童
2. 学級
3. 学校
4. 地区

研究者は、各変数について、その変数が測定されたレベルを確立しなければならない。この例では、「テストスコア」は生徒レベルで、「教師の経験」はクラスレベルで、「学校の資金」は学校レベルで、「都市」は地区レベルで測定される。

### 例
簡単な例として、年齢、階級、性別、人種の関数として収入を予測する基本的な線形回帰モデルを考える。このとき、所得水準は居住する都市や州によっても異なることが観察されるかもしれない。これを回帰モデルに組み込む簡単な方法は、場所を説明するために追加の独立したカテゴリ変数を追加すること、つまり、場所ごとに 1 つずつ、追加のバイナリ予測因子と関連する回帰係数のセットを追加することである。これは、平均所得を上下に移動させる効果があるが、たとえば、所得に対する人種と性別の影響はどこでも同じであることを前提としている。実際には、これが当てはまる可能性は低い。地域の法律や退職金制度の違い、人種的偏見の度合いの違いなどにより、地域によってすべての予測因子が異なる種類の効果を持つ可能性がある。
つまり、単純な線形回帰モデルでは、たとえば、シアトルで無作為抽出された人の平均年収は、アラバマ州モビールにいる同じような人よりも10,000ドル高いと予測することができる。しかし、たとえば、白人の平均年収は黒人よりも7,000ドル高く、65歳の年収は45歳よりも 3,000 ドル低いと、いずれも地域に関係なく予測することができる。しかし、マルチレベルモデルでは、地域ごとに各予測因子の回帰係数を変えることができる。基本的には、ある場所の人々は、回帰係数の集合の一つによって生成された相関のある所得を持ち、別の場所の人々は、異なる係数の集合によって生成された所得を持つと仮定する。一方、係数自体は相関しており、ハイパーパラメータの集合から生成されると仮定する。追加のレベルも可能である。たとえば、人々は都市ごとにグループ化され、都市レベルの回帰係数は州ごとにグループ化され、州レベルの係数は単一のハイパーハイパーパラメーターから生成される、といったモデルを想定することができる。
マルチレベルモデルは、階層ベイズモデルのサブクラスであり、複数のレベルの確率変数と、異なる変数間の任意の関係を持つ一般的なモデルである。マルチレベル分析は、マルチレベル構造方程式モデリング、マルチレベル潜在クラスモデリング、その他のより一般的なモデルに拡張されている。

### 用途
マルチレベルモデルは、教育研究や地理研究において、同じ学校内の児童間の分散と学校間の分散を別々に推定するために使用されている。心理学的な応用では、複数のレベルは、計器、個人、および家族となる。社会学的応用では、地域または国に組み込まれた個人を調べるためにマルチレベルモデルが使用される。組織心理学の研究では、個人からのデータをチームや他の機能単位の中に入れ子にする必要がある。
さまざまな共変数がさまざまなレベルに関連している可能性があります。成長研究のような縦断的な研究では、1人の個人内の変化と個人間の違いを分離するために使用することができる。
レベル間の相互作用も実質的な関心事となりうる。たとえば、傾きがランダムに変化することが許されている場合、レベル 1 の共変量の傾きの式にレベル 2 の予測因子を含むことがある。たとえば、個人の特性とコンテキストの間の相互作用を推定するために、人種と近隣の相互作用を推定できる。

## 階層データのその他の分析手法
階層データの分析にはいくつかの方法があるが、そのほとんどに問題がある。
まず、従来の統計手法に基づき、高次の変数を個人のレベルに分解して個人のレベルで分析する（クラス変数を個々に割り当てる）ことが考えられる。この方法の問題点は、独立性の仮定を破ることになり、結果に偏りが生じる可能性があることである。これは原子論的誤謬（atomistic fallacy）と呼ばれる。
従来の統計的アプローチによるもう一つの方法として、個人のレベルの変数を高次の変数に集約し、その高次のレベルで分析を実行することが考えられる。この手法では、個人レベルの変数の平均を取るため、グループ内の情報が全て捨てられてしまうことになる。80〜90％もの分散が無駄になり、集約された変数間の関係が膨らみ、その結果、歪んだものになる。これは生態学的誤謬（ecological fallacy）と呼ばれ、統計的には、情報の損失に加えて検出力の低下をもたらす。
階層データを分析するもう一つの方法は、ランダム係数モデルを使用することである。このモデルは、各グループがそれぞれの切片と傾きを持つ異なる回帰モデルを持っていると仮定する。グループはサンプリングされるので、このモデルでは、切片と傾きもグループの切片と傾きの母集団から無作為に抽出されると仮定する。これにより、傾きは固定されているが切片は変化させることができると仮定して分析することができる。しかし、これには問題がある。個人成分や独立しているが、グループ成分はグループ間で独立しているだけでグループ内で依存しているからだ。また、傾きはランダムだが、誤差項の相関は個人レベルの変数の値に依存するという分析も可能である。このように、階層データを分析するためにランダム係数モデルを使用する場合、高次の変数を組み込むことができないという問題がある。

## 誤差項
マルチレベルモデルには 2 つの誤差項がある。個人成分はすべて独立しているが、グループ成分もある。グループ成分はグループ間では独立だが、グループ内で相関している。分散成分は異なる場合がある。